# Жора-Мантю
Жора-Мантю (фр. Jorat-Menthue) — громада  в Швейцарії в кантоні Во, округ Гро-де-Во.

## Географія
Громада розташована на відстані близько 70 км на південний захід від Берна, 12 км на північний схід від Лозанни.
Жора-Мантю має площу 17,7 км², з яких на 6,3% дозволяється будівництво (житлове та будівництво доріг), 57,5% використовуються в сільськогосподарських цілях, 36,2% зайнято лісами, 0,1% не є продуктивними (річки, льодовики або гори).

## Демографія
2019 року в громаді мешкало 1591 особа (+22% порівняно з 2010 роком), іноземців було 14,7%. Густота населення становила 90 осіб/км².
За віковим діапазоном населення розподілялося таким чином: 23,8% — особи молодші 20 років, 61,5% — особи у віці 20—64 років, 14,6% — особи у віці 65 років та старші. Було 646 помешкань (у середньому 2,5 особи в помешканні).
Із загальної кількості 329 працюючих 73 було зайнятих в первинному секторі, 83 — в обробній промисловості, 173 — в галузі послуг.